# Saint-Michel-des-Andaines
Saint-Michel-des-Andaines era una comuna francesa del departamento de Orne, ubicado en la región de Normandía, que el 1 de enero de 2016 pasó a ser una comuna delegada de la comuna nueva de Bagnoles-de-l'Orne-Normandie al fusionarse con la comuna de Bagnoles-de-l'Orne. Tiene una población estimada, a inicios de 2021, de 316 habitantes.

## Demografía
| Gráfica de evolución demográfica de Saint-Michel-des-Andaines entre 1851 y 2021 |
|                                                                                 |

Los datos demográficos contemplados en este gráfico de la comuna de Saint-Michel-des-Andaines se obtuvieron en 1800 a 1999 de la página francesa EHESS/Cassini, y los demás datos de la página del INSEE.